# Janusz Zakrzeński
Janusz Zakrzeński (8. marts 1936 – 10. april 2010) var en polsk film- og teater skuespiller.
Han omkom under et flystyrt den 10. april 2010, sammen med bl.a. Polens præsident Lech Kaczyński.